# 進化医学
進化医学（しんかいがく、英: Evolutionary medicine）、またはダーウィン医学（英: Darwinian medicine）は、進化生物学に基づいた医学である。

## 概要
進化の理論は、すべての生き物は自然選択による進化として知られる過程の結果であることを示している。生存と繁殖の成功をもたらす集団内の変異が影響するときはいつでも、この過程は関与している。例えば、病気の原因となる遺伝子突然変異は、病気に抵抗性を示す対立遺伝子に比べて、速やかに減少する。
従来の医学では、おもに病気の至近要因を扱ってきた。これは例えば、動脈硬化の原因としてのコレステロールの蓄積やその原因遺伝子の存在である。至近要因は“What（なにが病気を起こすのか）”と“How（どのように病気になるのか）”に答えるものである。一方進化医学では、究極要因（進化的要因）まで拡張して扱う。これは、我々はなぜコレステロールを含む食事を好むのか、また、原因遺伝子はなぜ自然選択によって取り除かれなかったのかを考える。こちらは“Why（なぜ病気になるのか）”に対する答えである。
自然選択による進化は生き物に観察される機能的なデザインを導くと考えられており、これは生物学的適応と呼ばれている。そして、それゆえ病気は、生理学的な観点からの費用対効果の分析によって説明することができる。進化によるデザインを理解することは、医学研究者が感染症、ケガ、中毒、遺伝病、老化、アレルギー、出産に関連する問題、がん、精神疾患などの現象を説明する手助けとなる。
この分野の研究者としては、ポール・イーワルド、 ランドルフ・ネシー（w:Randolph M. Nesse）がおり、進化生物学者のジョージ・ウィリアムズが研究協力者として知られている。

## 具体例
よく知られた進化医学の適用例は、からだを守る免疫と病原体の間の進化的軍拡競争である。

### 感染症
進化医学においては、発熱は病原菌の感染によって引き起こされる現象ではなく、病原菌が生育する条件を悪化させるためにからだが自ら行っていることと理解する。これは免疫系の細胞の方が病原菌よりもわずかに高体温に対して耐性があることを利用している。従って進化医学的な治療においては、むやみに熱を下げるのではなく、体温を何度にすれば免疫系の細胞にとって最適なのかを考えて治療方針を決定する。日本では伝統的に発熱に対してせいぜい解熱剤を処方し、氷枕で頭部の過熱を防ぐぐらいであったが、欧米では伝統的に発熱自体が除去すべき病的な異常であると解釈して、全身を氷水に浸して体温を下げる治療すら、ある時期までごく普通に行われており、それによって結果として感染症の治癒を遅らせるのみならず肺炎などに合併症を引き起こして病状を悪化させ、場合によっては患者を死なせてしまうことも少なくなかったのである。
感染症においては体温の上昇だけでなく血中の鉄分が減少することも知られている。当然のことながら、不足する鉄分を薬として投与すると、感染した細菌の繁殖を助けることになることから、鉄分レベルの低下はからだが感染対策として行っていることと推定できる。

### 食中毒
下痢もまた、病原菌によって引き起こされる現象ではなく、からだが異常繁殖した腸内細菌を排出するために自ら行っていることと理解する。そのため、生理的に下痢を生じる機構をブロックする下痢止めの処方よりも、下痢による細菌の排出を優先させつつ、それによって失われる水分やミネラルなどの補充によって対処する。

### 遺伝子疾患
ある地方の集団に特定の遺伝的形質に起因する病気が一定の割合で存続していることを合理的に説明できる。例えば鎌状赤血球を生じるヘモグロビン遺伝子は貧血を招き、ホモ接合ではしばしば致死的でもあるが、一方でマラリア原虫の赤血球への寄生に抵抗性を持つ。そのため、遺伝病を生じる遺伝子であるにもかかわらず自然選択で淘汰されず、集団内に広がって存続したと考えられている。

### アレルギー
アレルギーもまた、進化の過程を通じて獲得された能力と考えられる。例えばカに刺されると、カの唾液成分が血中に入り、アレルギー反応によりかゆみを感じる。かゆみを感じさせない唾液成分を獲得したカは、叩き潰されることがなくなり、生き残りやすくなるので、進化はその方向に進む。一方、かゆみを感じないヒトは、危険な寄生虫に感染する確率が上昇し生き残りにくくなるので、アレルギー反応を起こしてかゆみを感じさせる方向に進化する。これも進化的軍拡競争の一場面である。アレルギーはIgE（免疫グロブリンE）によって引き起こされるが、現在までのところIgEの、アレルギーを引き起こすこと以外の役割は不明である。アレルギーは発熱と同じく、直ちに取り除くべき不快な症状ではなく、何らかの役割を持ったものかもしれず、真の解決のためには進化医学的アプローチが重要となる。

### つわり
つわりがなぜ存在するのかについては、進化医学的に以下のように説明される。すなわち、妊娠初期の胎児の発生過程初期の組織分化に重要な時期において、母親が食べた毒素（どのような食事にも少量の毒素は含まれている）は胎児にダメージを与える。胎児の発生過程における毒素抵抗性の弱さと、つわりの程度は強く相関していることがわかっており、これは、つわりが胎児を守るために進化の過程で生じた正常な過程であることを示している。つわりには個人差が大きいが、つわりの軽い女性の方が、つわりのひどい女性よりも、流産などの割合が高いという報告も、つわりの存在理由を裏付けていると考えられる。

### 成人病
肥満に代表される、栄養の過剰摂取による弊害の多くは、節約遺伝子の存在で説明できる。ヒトのからだは基本的には、飢餓にさらされてきた時代が長く、いかに少ないエネルギーを効率よく溜めこむかという問題にさらされてきた。そのため、
[1] 食べ物は出来るだけ多く、脂肪や糖といったエネルギーの高いものに特に嗜好性がある味覚が形成され、
[2] なおかつ体内の消化機能においても効率よく吸収でき、かつ
[3] 体内に脂肪等で蓄える仕組みが発達している。

であるがゆえに現代の先進国のような必要エネルギーの何倍もの食糧がある状況では、
➀必要以上にエネルギーを摂取し、
②そのほとんどが吸収され、
③排出されることなく蓄積され続ける。

いわばからだが正常に働き続けることにより生ずる異常である。

## 進化医学的アプローチ
マラリア患者が疲労し、倒れて動けなくなるとカに刺されやすくなり、マラリア原虫はカを通じて新しい宿主に移動することが出来る。マラリアは一般に、重症化する方向に進化する（してきた）が、それは、患者がカに刺されやすいほどマラリア原虫の繁殖に役立つからである。そこで、蚊帳の使用によりマラリア原虫の移動ルートを閉ざすことは、マラリア原虫に対して重症化が繁殖に役立たない、軽症化が繁殖に役立つ新しい淘汰圧をかけることになる。
実際に、感染ルートと感染症の症状の程度には関連性があり、宿主自身が動き回ることが感染生物の繁殖に役立つ場合は軽症化する方向に、宿主以外の生物の行動が感染生物の繁殖の役立つ場合には重症化する方向に進化する。風邪（アデノウイルスなどのウイルス感染）では咳がおもな感染ルートであるため、宿主が動き回ることがウイルスの繁殖に役立つので軽症化する方向に、マラリアでは上記の通り重症化する方向に進化する。
細菌の感染症に対する従来の医学的対応はおもに抗生物質に依存している。抗生物質の使用は、細菌に対して抗生物質抵抗性を獲得するように淘汰圧をかけることと等しい。したがって、遅かれ早かれ、必ず抗生物質耐性菌が出現することになる。進化医学的アプローチでは、細菌の進化の方向を軽症化する方向に、つまり、人間と細菌が共存する方向に進化の淘汰圧をかけることを意図している。もちろん、これで全ての感染症が解決するわけではなく、TPOに応じて適切な治療方針を立てることが最も重要であり、進化医学的アプローチは新しい選択肢の一つであるといえる。